# برجيس
Parchisi أو برسيس لعبة ألواح شعبيّة ذات أصول هنديّة، معروفة في تراث بلاد الشام، حيث أدخلها السوريّون إلى المنطقة في بداية القرن العشرين.
تتكون البرجيس من قطعة قماش، غالبًا ما تكون سوداء اللون، مُطرز عليها شكل مصلّب مربّع، كل ضلع من أضلاعه على شكل مستطيل، ويقسم إلى ثلاثة أطوال، وكل طول منها ينقسم إلى مربعات صغيرة عددها في كل ذراع ثمانية مربعات في الطول، وثلاثة في العرض. كما يتم استخدام عدة قطع معدنيّة وأصداف باللعبة.

## هدف اللعبة
يلعب في هذه اللعبة بالعادة لاعبان أو أربع لاعبون يتوزعون في فريقين من اثنين في كل فريق، لكل فريق مكان للبداية منه والانتهاء إليه، ولكل فريق حجر خاص به. يحمل الأول أربعة أحجار من ذوات رأس الحصان، والثاني يحمل الأحجار من ذوات رأس القبة، يرمي اللاعب أحجار الودع بحسب نوعيته ثم يبدأ اللعب عن طريق السير بالأحجار بحيث يلف كل حجر الشارات الأربع ثم يوصل الشارة الوسطى إلى المطبخ (وسط المستطيلين)، وإذا تصادف وجود حجر حصان في إحدى الشارات وجاء في الشارة نفسها حجر قبة، فإنه يخرجها من اللعبة، وعلى اللاعب هنا أن تبدأ من جديد، أما اللاعب الذي يوصل الحجارة الأربعة إلى المطبخ قبل الأخر يفوز باللعبة. إذا أدخل أحد اللاعبين الأحجار الصدفية جميعها دون أن يدخل خصمه أي حجر فتكون النتيجة الفوز «مرس».

## اللعبة

### مكونات اللعبة
1- قطعة قماشية مطرزة على شكل مربع تقسم من الداخل إلى مربعات صغيرة
2-  الودع: ست قطع من الصدف ذات وجهين وهي التي يحدد عدد المربعات الذي سيتخطاها الحجر في كل رمية
3- الأحجار: وهي التي يتم تحريكها على حسب الودع الناتج من الرمية وينقسم إلى قسمين: الديوك والجنود، حيث يقوم كل فريق باختيار أحد النوعين إما ديوك أو جنود ويتحكم كل لاعب بأربعة قطع.

### رميات الودع
|         | عدد الودعات التي يظهر وجهها العلوي | عدد الحركات |
| الشكة   | 0                                  | 6           |
| الدست   | 1                                  | 10 + خال    |
| الدواق  | 2                                  | 2           |
| ------- | ---------------------------------- | ----------- |
| الثلاثة | 3                                  | 3           |
| الأربعة | 4                                  | 4           |
| البنج   | 5                                  | 25 + خال'   |
| البارة  | 6                                  | 12          |

### قوانين اللعبة
- يقوم اللاعب الأول برمي الودعات الستة، فإذا كان الناتج (بنج أو دست) يحق له إدخال حجرا واحدا بالخال، وعليه أن يرمي مرة ثانية فإن كان ناتج الرمية دست أو بنج أو شكة أو بارا فعليه أن يرمي مرة ثالثة، وإن لم يكن فعليه أن يُمَشِّي أحجاره بمقدار عدد الحركات التي حصل عليها فينهي دوره ويعطي الودعات للاعب الثاني.
- يدخل اللاعب حجرة  واحدة عندما يحصل على الخال ويضعها في مربع خاص اسمه الشيرة، والخال إما أن يكون ناتج من رمية الدست، أو ناتج من رمية البنج كما سبق وأشرنا إليه
- إن صادف مكان وقوف حجر الفريق الأول مكان وقوف حجر الفريق الثاني يقوم حجر الفريق الأول بطرد حجر الفريق الثاني وبذلك يتوجب على الفريق الثاني أن يعيد إدخال حجره عن طريق الخال مجددا، إلا إذا كان حجر الفريق الثاني يقف على أحد المربعات الخاصة (و تسمى الشيرة) ففي هذه الحالة لا يحق لحجر الفريق الأول بطرد حجر الفريق الثاني.
- يستمر هذا الحال حتى أن يقوم أحد الفريقين بإدخال كافة أحجاره إلى المربع الكبير (المطبخ) وبذلك يكون هذا الفريق هو الفائز.
- إذا أدخل أحد الفريقين كافة أحجاره قبل أن يقوم الفريق الثاني بتركيب أي حجر من أحجاره نقول إن الفريق الذي أدخل كل أحجاره قد فاز على الفريق الذي لم يركب ولا حجر قد فاز عليه مرسا.

## وصلات خارجية
- من يعلب «برجيس» الآن؟! | العربي الجديد